# Kanda (Diapaga)
Pour les articles homonymes, voir Kanda.
Kanda est une commune rurale située dans le département de Diapaga de la province de la Tapoa dans la région de l'Est au Burkina Faso.

## Santé et éducation
Le centre de soins le plus proche de Kanda est le centre de santé et de promotion sociale (CSPS) de Tapoa-Barrage. Les soins plus importants se font au centre médical avec antenne chirurgicale (CMA) de Diapaga.